# Germanus (césar)
Germanus est un dignitaire byzantin, césar et époux de Charito, fille de l'empereur Tibère II Constantin qui règne entre 578 et 582.

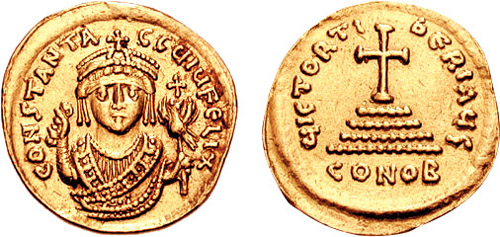
Solidus de l'empereur.

## Biographie
Selon Michael Whitby, il est d'abord gouverneur de la préfecture du prétoire d'Afrique et peut-être le fils de l'union entre un certain Germanus, cousin de Justinien, et Matasonte, reine des Ostrogoths. Ses origines sont néanmoins largement mystérieuses. Il pourrait être lié au vieux clan romain des Anicii mais cela reste très flou. Theodor Mommsen fait l'hypothèse que sa mère pourrait être une fille d'Anicia Juliana. 
Il semble être un des favoris de Tibère II puisque celui-ci en fait un de ses successeurs potentiels quand il agonise en août 582. Il le nomme césar le 5 août, conjointement avec Maurice, fiancé à Constantina, son autre fille. Il est possible que Tibère ait envisagé une division de l'Empire en deux. Le sliens de Germanus avec les provinces occidentales de l'Empire et sa parenté, semble-t-il très liée à l'Afrique ou l'Italie, corroborerait une telle hypothèse. Selon Jean de Nikiou, Germanus aurait décliné la pourpre impériale alors qu'il avait la préférence de Tibère mais il est aussi possible qu'il ait joui de moins de soutiens, le poussant à se retirer. Dans tous les cas, quand Tibère s'éteint le 14 août, c'est Maurice qui devient empereur.
Le destin ultérieur de Germanus est inconnu. Il est parfois identifié à un homonyme, patrice, dont la fille épouse Théodose, sans certitude.

## Sources
- (en) John R. Martindale, A. H. M. Jones et John Morris, The Prosopography of the Later Roman Empire : Volume III, AD 527–641, Cambridge (GB), Cambridge University Press, 1992, 1575 p. (ISBN 0-521-20160-8).
- (en) Michael Whitby, The Emperor Maurice and his historian : Theophylact Simocatta on Persian and Balkan warfare, Oxford, Oxford University Press, 1988, 388 p. (ISBN 0-19-822945-3).